# Puchar Niemiec w piłce nożnej (1973/1974)
Puchar Niemiec w piłce nożnej mężczyzn 1973/1974 – 31. edycja rozgrywek mających na celu wyłonienie zdobywcy Pucharu Niemiec, który uzyskał tym samym prawo gry w kwalifikacjach Pucharze Zdobywców Pucharów (1974/1975). Tym razem trofeum wywalczył Eintracht Frankfurt. Finał został rozegrany na Rheinstadion w Düsseldorfie.

## Plan rozgrywek
Rozgrywki szczebla centralnego składały się z 5 części:
- Runda 1: 1–10 grudnia 1973
- Runda 2: 15–29 grudnia 1973
- Ćwierćfinał: 16 lutego–6 marca 1974
- Półfinał: 11–13 kwietnia 1974
- Finał: 17 sierpnia 1974 na Rheinstadion w Düsseldorfie

## Pierwsza runda
Mecze rozgrywano od 1 do 10 grudnia 1973 roku.
| Drużyna 1              | Wynik      | Drużyna 2                |
| ---------------------- | ---------- | ------------------------ |
| TuS Neuendorf          | 0:2        | Wuppertaler SV           |
| FC Schalke 04          | 1:2        | SG Wattenscheid 09       |
| Bayern Monachium       | 3:1        | MSV Duisburg             |
| Arminia Bielefeld      | 2:1        | Alemannia Aachen         |
| Tennis Borussia Berlin | 1:8        | Eintracht Frankfurt      |
| 1. FC Nürnberg         | 4:1        | 1. FSV Mainz 05          |
| VfB Oldenburg          | 0:6        | Borussia Mönchengladbach |
| Fortuna Köln           | 3:2 (dog.) | VfB Stuttgart            |
| 1. FC Kaiserslautern   | 5:3 (dog.) | Rot-Weiss Essen          |
| Hertha BSC             | 2:2 (dog.) | Fortuna Düsseldorf       |
| Hamburger SV           | 3:1        | SV Darmstadt 98          |
| Borussia Dortmund      | 1:4        | Hannover 96              |
| Kickers Offenbach      | 2:2 (dog.) | VfR Heilbronn            |
| Hessen Kassel          | 2:1        | HSV Barmbek:Uhlenhorst   |
| VfL Bochum             | 2:2 (dog.) | Werder Brema             |
| 1. FC Köln             | 2:0        | Eintracht Brunszwik      |

### Mecze powtórzone
| Drużyna 1          | Wynik         | Drużyna 2         |
| ------------------ | ------------- | ----------------- |
| Fortuna Düsseldorf | 1:1 (1:4 kar) | Hertha BSC        |
| Werder Brema       | 2:1           | VfL Bochum        |
| VfR Heilbronn      | 2:3 (dog.)    | Kickers Offenbach |

## Druga runda
Mecze rozgrywano od 15 do 29 grudnia 1973 roku.
| Drużyna 1                | Wynik      | Drużyna 2            |
| ------------------------ | ---------- | -------------------- |
| 1. FC Köln               | 1:0        | Wuppertaler SV       |
| Werder Brema             | 1:2        | Bayern Monachium     |
| Hessen Kassel            | 2:3        | Eintracht Frankfurt  |
| Fortuna Köln             | 0:0 (dog.) | Hannover 96          |
| Borussia Mönchengladbach | 2:2 (dog.) | Hamburger SV         |
| SG Wattenscheid 09       | 1:0        | Hertha BSC           |
| Arminia Bielefeld        | 1:1 (dog.) | 1. FC Kaiserslautern |
| Kickers Offenbach        | 3:2        | 1. FC Nürnberg       |

### Mecze powtórzone
| Drużyna 1            | Wynik         | Drużyna 2                |
| -------------------- | ------------- | ------------------------ |
| Hamburger SV         | 1:1 (3:1 kar) | Borussia Mönchengladbach |
| 1. FC Kaiserslautern | 3:0           | Arminia Bielefeld        |
| Hannover 96          | 2:0           | Fortuna Köln             |

## Ćwierćfinały
Mecze rozgrywano od 16 lutego do 6 marca 1974 roku.
| Drużyna 1           | Wynik      | Drużyna 2            |
| ------------------- | ---------- | -------------------- |
| Kickers Offenbach   | 2:2 (dog.) | 1. FC Kaiserslautern |
| Bayern Monachium    | 3:2        | Hannover 96          |
| SG Wattenscheid 09  | 0:1 (dog.) | Hamburger SV         |
| Eintracht Frankfurt | 4:3 (dog.  | 1. FC Köln           |

### Mecze powtórzone
| Drużyna 1            | Wynik      | Drużyna 2         |
| -------------------- | ---------- | ----------------- |
| 1. FC Kaiserslautern | 2:3 (dog.) | Kickers Offenbach |

## Półfinały
Mecze rozgrywano 11 i 13 kwietnia 1974 roku.
| Drużyna 1           | Wynik | Drużyna 2         |
| ------------------- | ----- | ----------------- |
| Eintracht Frankfurt | 3:2   | Bayern Monachium  |
| Hamburger SV        | 1:0   | Kickers Offenbach |

## Finał
| 17 sierpnia 1974 16:00 CEST | Eintracht Frankfurt · Trinklein 40' · Hölzenbein 95' · Kraus 115' | 3:1 (Dogrywka)1:0Raport | Hamburger SV · 75' Bjørnmose | Rheinstadion, Düsseldorf Widzów: 52 800 Sędzia: Hans-Joachim Weyland (Oberhausen) |
|                             |                                                                   |                         |                              |                                                                                   |

| EINTRACHT FRANKFURT: |   |                   |  |      |
|                      |   |                   |  |      |
| BR                   | 1 | Peter Kunter      |  |      |
| OB                   |   | Peter Reichel     |  |      |
| OB                   |   | Gert Trinklein    |  |      |
| OB                   |   | Karl-Heinz Körbel |  |      |
| OB                   |   | Jürgen Kalb       |  |      |
| PO                   |   | Bernd Nickel      |  |      |
| PO                   |   | Jürgen Grabowski  |  |      |
| PO                   |   | Roland Weidle     |  |      |
| PO                   |   | Klaus Beverungen  |  |      |
| NA                   |   | Bernd Hölzenbein  |  |      |
| NA                   |   | Thomas Rohrbach   |  |      |
| Zmiany:              |   |                   |  |      |
| OB                   |   | Helmut Müller     |  | 106' |
| PO                   |   | Wolfgang Kraus    |  | 794' |
| Trener:              |   |                   |  |      |
| Dietrich Weise       |   |                   |  |      |

| HAMBURGER SV: |   |                      |  |     |
|               |   |                      |  |     |
| BR            | 1 | Rudolf Kargus        |  |     |
| OB            |   | Manfred Kaltz        |  |     |
| OB            |   | Peter Nogly          |  |     |
| OB            |   | Hans-Jürgen Ripp     |  |     |
| OB            |   | Klaus Winkler        |  |     |
| PO            |   | Ole Bjørnmose        |  |     |
| PO            |   | Klaus Zaczyk         |  |     |
| PO            |   | Peter Krobbach       |  | 68' |
| NA            |   | Hans-Jürgen Sperlich |  |     |
| NA            |   | Horst Bertl          |  | 68' |
| NA            |   | Georg Volkert        |  |     |
| Zmiany:       |   |                      |  |     |
| PO            |   | Kurt Eigl            |  | 68' |
| NA            |   | Willi Reimann        |  | 68' |
| Trener:       |   |                      |  |     |
| Kuno Klötzer  |   |                      |  |     |

| Puchar Niemiec w piłce nożnej 1973–1974 Zwycięzcy |
| ------------------------------------------------- |
| Eintracht Frankfurt 1. Tytuł                      |